# 5865 Qualytemocrina
5865 Qualytemocrina este un asteroid din centura principală de asteroizi.

## Descriere
5865 Qualytemocrina este un asteroid din centura principală de asteroizi. A fost descoperit pe 31 august 1984 la Observatorul Kleť de Antonín Mrkos. Asteroidul prezintă o orbită caracterizată de o semiaxă mare de 2,41 ua, o excentricitate de 0,13 și o înclinație de 7,6° în raport cu ecliptica.